# Brancucciella
Brancucciella là một chi bọ cánh cứng trong họ Chrysomelidae.
Chi này được Medvedev miêu tả khoa học năm 1995.

## Các loài
Các loài trong chi này gồm:
- Brancucciella kolibaci Medvedev, 2004
- Brancucciella micheli Medvedev, 1995